# Jos, Nigeria
Jos är en stad på Josplatån i centrala Nigeria. Den är administrativ huvudort för delstaten Plateau och hade vid folkräkningen 1991 en befolkning på 510 300 invånare. Enligt en uppskattning är invånartalet 2010 omkring 623 000.
Jos är centrum för landets tennindustri, med stora dagbrott och smältverk. Annan industri omfattar produktion av cement, stål och olika förbrukningsvaror. Staden är sedan 1975 säte för ett universitet, och har flera andra högre lärosäten. Klimatet är behagligt, och staden är ett populärt turistmål. I Jos finns ett museikomplex med bland annat en utställning av traditionell nigeriansk arkitektur, och här finns också en zoologisk trädgård.

## Historia
Jos grundades 1903 av britterna i samband med etableringen av gruvindustrin. Tennindustrin fick människor av många olika etniciteter att flytta till Jos, som blev känt för sin etniska mångfald. När tennproduktionen minskade och stadens invånare måste kämpa om allt färre resurser började emellertid sekteristiskt våld breda ut sig, och på senare tid har det varit våldsamma konflikter mellan stadens kristna majoritet och muslimer. En distinktion mellan de människor som har sitt ursprung i området (hausa och fulani) och dem som härstammar från inflyttade har uppstått, och staden är numera i allt större utsträckning delad i muslimska och kristna stadsdelar.